# Eupithecia albimontanata
Eupithecia albimontanata là một loài bướm đêm trong họ Geometridae.